# George Francis Train
George Francis Train (24 de març 1829 - 5 de gener 1904) fou un empresari, autor de relats de viatges, i una personalitat excèntrica de la història americana i australiana. La volta al món que va realitzar el 1870 va influir notablement en la creació de la novel·la de Jules Verne, La volta al món en vuitanta dies.
El 1890, en finalitzar la seva tercera volta del món, efectuat en 67 dies, va batre l'antic rècord establert per Nelly Bly.

## Biografia
George Francis Train va néixer a Boston (Massachusetts) l'any 1829. Després d'una epidèmia de febre groga que va afectar la seva família instal·lada a Nova Orleans, va ser criat a Boston pels seus avis metodistes que esperaven veure que el seu net fes carrera religiosa.
Treballà al principi en el transport marítim a Boston; tot seguit a Austràlia i a Anglaterra a partir de 1860.
Va estar implicat en l'escàndol del Crèdit Mobiliari d'Amèrica, la companyia financera que dirigia amb Thomas Clark Durant.
Va morir a Nova York on va ser enterrat en la intimitat al cementiri de Green-Wood.

## Publicacions
- 1851: Any American Merchant in Europa, Asia, and Australia
- 1857: Young America Abroad
- 1858: Young America in Wall Street
- 1865: Irish Independency
- 1868: Championship of Women
- 1902: My Life in Many States and in Foreign Lands